# ETHIKA
ETHIKA (Ethics and values education in schools and kindergartens) bezeichnet ein EU-Projekt, das es sich zur Aufgabe gemacht hat, ethische Bildung schon im frühen Kindesalter zu fördern, indem es in den Mittelpunkt einer geradlinigen, einfach anwendbaren Unterrichtsmethode gestellt wird. Dieses Projekt wurde mit Unterstützung der Europäischen Union und der Slowenischen Nationalen Agentur des Programms Erasmus+ finanziert.

## Aufgaben und Ziele

### Analyse ethischer Unterrichtsmethoden in den EU-Partnerländern
In einem ersten Schritt wurde die Analyse des Status quo ethischer Unterrichtsmethoden in den Partnerländern ermittelt, so dass bedarfsgerechte Lehrmaterialien in sieben verschiedenen Sprachen erarbeitet werden können. Diese werden in einer Pilotphase getestet und optimiert.

### Europäisches Netzwerk für Wertevermittlung und ethische Bildung
Ein nachhaltiges Ziel des Projektes ist der Aufbau eines Europäischen Netzwerks für Wertevermittlung und ethische Bildung, das zu einer kooperativen Vernetzung von Lehrern, Experten, Schulen und anderen Organisationen beitragen soll. Die bereits tätige, noch weitgehend ehrenamtlich geführte deutschsprachige Sektion des Europäischen Netzwerks arbeitet in Arbeitsgruppen zusammen und zielt praxisorientiert darauf ab, innovative Lernpläne, frei zugängliche Lehr- und Lernmaterialien, Unterrichtsmethoden sowie Fortbildungen für Lehrkräfte anzubieten. Die Bildungs-, Unterrichts- und Informationsmaterialien sollen verantwortliche Lehrkräfte bei der Unterrichtsgestaltung unterstützen und durch engagierte Folgeaktivitäten des Netzwerks zur systematischen Weiterentwicklung von Leit- und Richtlinien zu angemessenen Standards im ethischen Bildungsbereich führen.

### Handbuch für Lehrkräfte und Erzieher an europäischen Schulen und Kindergärten
Im Rahmen des ETHIKA-Projekts konnte ein Handbuch für Lehrkräfte und Erzieher erarbeitet werden. Die Publikation ist an Lehrkräfte, Kindergartenpädagogen, Erzieher und interessierte Leser gerichtet und stellt einen Leitfaden für Ethische Bildung und Werteerziehung (EBW) an europäischen Schulen und Kindergärten dar.

## Projektpartner
Als Projektpartner im ETHIKA-Projekt waren folgende Institutionen beteiligt:
- Universität Ljubljana, Theologische Fakultät, Slowenien
- Osnovna škola Valentina Vodnika, Ljubljana, Slowenien
- Kirchliche Pädagogische Hochschule Graz, Österreich
- Amitie, Italien
- Scienter España, Spanien
- Institut für Lern-Innovation, Universitätsbibliothek Erlangen-Nürnberg, Deutschland
- Association Petit Philosophy, Kroatien
- Bundesverband Ethik (BVE), Marburg, Deutschland
- Osnovna škola Šmartno v Tuhinju, Slowenien